# Гравезано
Гравезано (італ. Gravesano) — громада  в Швейцарії в кантоні Тічино, округ Лугано.

## Географія
Громада розташована на відстані близько 155 км на південний схід від Берна, 19 км на південний захід від Беллінцони.
Гравезано має площу 0,7 км², з яких на 57,6% дозволяється будівництво (житлове та будівництво доріг), 15,2% використовуються в сільськогосподарських цілях, 27,3% зайнято лісами, 0% не є продуктивними (річки, льодовики або гори).

## Демографія
2019 року в громаді мешкало 1375 осіб (+16,4% порівняно з 2010 роком), іноземців було 20,1%. Густота населення становила 1937 осіб/км².
За віковим діапазоном населення розподілялося таким чином: 18,8% — особи молодші 20 років, 60,4% — особи у віці 20—64 років, 20,9% — особи у віці 65 років та старші. Було 592 помешкань (у середньому 2,3 особи в помешканні).